# Giovan Battista Magnaghi
Giovan Battista Magnaghi (Lomello, 28 marzo 1839 – Roma, 21 giugno 1902) fu un oceanografo e ammiraglio italiano, primo direttore dell'Istituto idrografico della Marina e innovatore dei processi di rilevamento geodetici; al suo nome sono intitolate due navi-laboratorio della Marina Militare Italiana.

## Biografia
Militare già decorato al valore nella campagna 1860-61., in vista dell'istituzione di uno stabilimento cartografico da parte del neocostituito Stato italiano, l'allora Luogotenente di Vascello di 1ª classe Magnaghi venne inviato in missione presso altri Enti idrografici in Europa (Principato di Monaco, Parigi, Londra) per studiare l'organizzazione e il funzionamento degli uffici idrografici locali e per acquistare gli strumenti nautici più avanzati per la nostra flotta e per la compilazione delle carte nautiche. La sua dettagliata relazione venne presentata nel 1868.
Già comandante dell'Ufficio Scientifico Dipartimentale, nel 1874 assunse la direzione del nuovo Istituto Idrografico della Marina, portandolo in breve a livelli d'eccellenza. Nel 1875 scrisse Gli Strumenti a riflessione per misurare angoli, opera « che maggiormente contribuì alla sua fama di scienziato, per completezza a oggi insuperata, alla quale si affiancò l'ideazione o il perfezionamento di strumenti specifici ».
In concomitanza con la direzione dell'Istituto, effettuò con cadenza annuale campagne di studio, e come comandante della nave idrografica "Washington" (in origine "Helvetie" della Marina Sarda), « dette avvio ad un'intensa attività di rilevamento astronomico, geodetico, idrografico e oceanografico, allo stesso tempo iniziando la costruzione di un cospicuo portafoglio cartografico e la pubblicazione dei complementari documenti nautici ». Nel 1888, promosso Ammiraglio, lasciò l'Istituto, ed assunse incarichi ministeriali (nel 1900 fu anche eletto deputato). Venne inoltre chiamato a far parte dell'Accademia dei Lincei. Morì a Roma nel 1902 e fu sepolto a Genova, nel Cimitero monumentale di Staglieno.
Due navi della Marina Militare Italiana hanno portato il suo nome. La prima è stata in servizio dal 1918 al 1938, partecipando ad importanti spedizioni idro-oceanografiche in Mar Rosso e nel Canale di Sicilia e andò in disarmo nel 1945 mentre la seconda, Magnaghi (A 5303) è tuttora in servizio ed è stata la prima nave idro-oceanografica costruita in Italia.

## Invenzioni
- scandaglio a filo "Magnaghi", particolarmente idoneo a misurazioni di profondità non superiori a 100 metri;
- bussola a liquido piccola "Magnaghi", primo modello di bussola magnetica a liquido in uso alla Marina italiana;
- rosa per bussola "Magnaghi";
- circolo a riflessione "Amici-Magnaghi", impiegato ancora oggi per misurare gli angoli azimutali sottocosta;
- bottiglia a rovesciamento "Magnaghi", che consentiva di prelevare campioni d'acqua per analisi di laboratorio;
- termometro a rovesciamento "Magnaghi", per misurare la temperatura dell'acqua ad una profondità data.